# St. Margaretha (Oberraning)

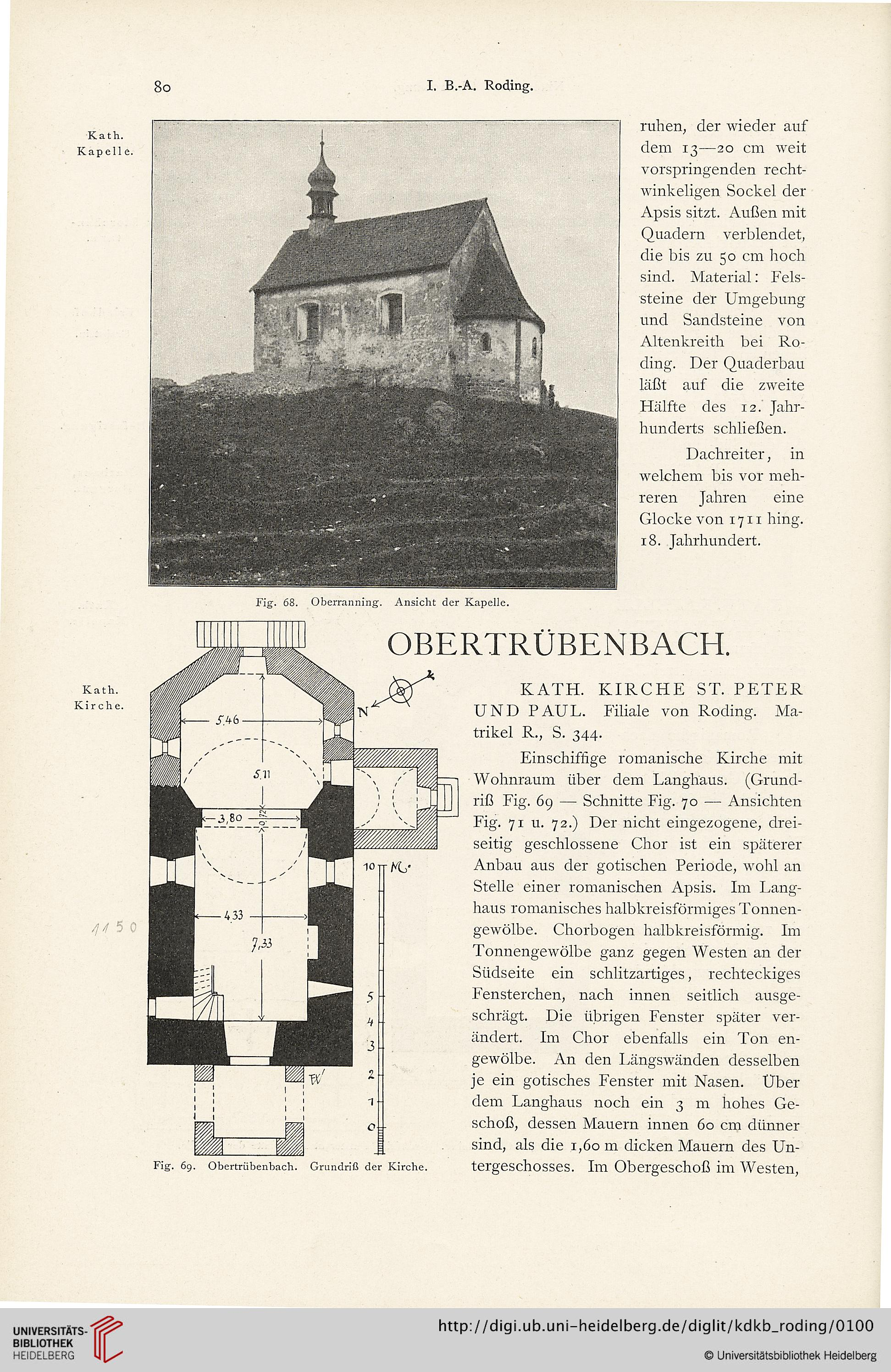
Die Kirche auf Seite 80 oben in Die Kunstdenkmäler des Königreichs Bayern (1905, siehe Literatur)

Die römisch-katholische Kirche St. Margaretha ist eine Filialkirche im Weiler Oberraning der oberpfälzischen Gemeinde Zell im Landkreis Cham in Bayern. Die Kirche ist ein geschütztes Baudenkmal.

## Geschichte
Die Kirche war im Mittelalter die Burgkapelle der Burg Oberraning und wurde um 1180 erbaut. Im 17. Jahrhundert wurde sie im Barockstil umgeformt. 

## Beschreibung
Die leicht eingezogene Apsis aus Bruchsteinmauerwerk wird durch halbrunde Vorlagen gegliedert. Neben den ursprünglichen Rundbogenfenstern gibt es vier barocke Fensterdurchbrüche. 
Das Innere wird durch eine Bretterdecke abgeschlossen und im Chor sind rechteckige Nischen vorhanden. 
Über dem Kirchenschiff überragt ein Glockenstuhl mit Zwiebelhaube das Gebäude.  